# Сент-Радегонд (Жер)
Сент-Радего́нд (фр. Sainte-Radegonde) — коммуна во Франции, находится в регионе Юг — Пиренеи. Департамент — Жер. Входит в состав кантона Флёранс. Округ коммуны — Кондом.
Код INSEE коммуны — 32405.

## География

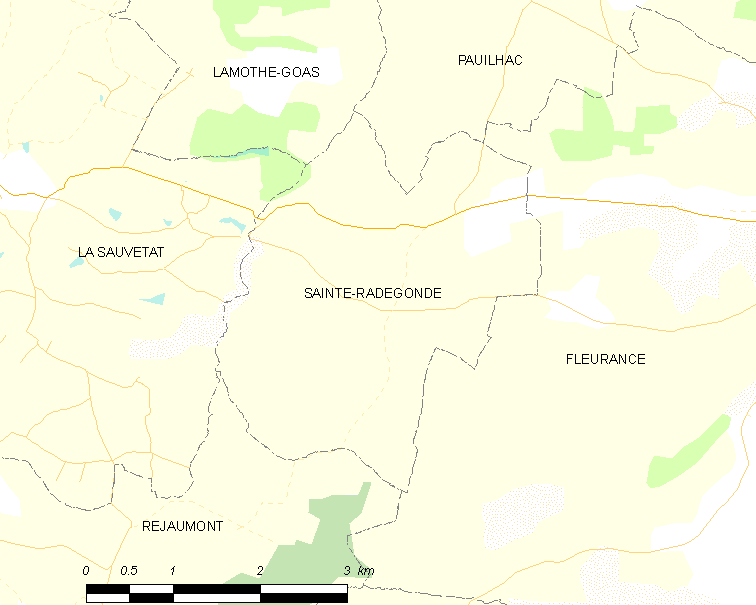
Карта коммуны

Коммуна расположена приблизительно в 580 км к югу от Парижа, в 75 км западнее Тулузы, в 22 км к северу от Оша.

## Климат
Климат умеренно-океанический. Лето жаркое и немного дождливое, температура часто превышает 35 °С. Зимой часто бывает отрицательная температура и ночные заморозки. Годовое количество осадков — 700—900 мм.

## Население
Население коммуны на 2010 год составляло 184 человека.
| 1962 | 1968 | 1975 | 1982 | 1990 | 1999 | 2010 |
| ---- | ---- | ---- | ---- | ---- | ---- | ---- |
| 180  | 180  | 160  | 146  | 155  | 170  | 184  |

## Администрация
| Период | Период | Фамилия         | Партия | Примечания |
| ------ | ------ | --------------- | ------ | ---------- |
| 2001   | 2020   | Франсис Барелла |        |            |

## Экономика
В 2010 году среди 111 человек трудоспособного возраста (15-64 лет) 76 были экономически активными, 35 — неактивными (показатель активности — 68,5 %, в 1999 году было 69,2 %). Из 76 активных жителей работали 73 человека (40 мужчин и 33 женщины), безработных было 3 (1 мужчина и 2 женщины). Среди 35 неактивных 12 человек были учениками или студентами, 16 — пенсионерами, 7 были неактивными по другим причинам.

## Достопримечательности
- Замок Аржантен (XVIII век). Исторический памятник с 1990 года[4]
- Две круглые известняковые стелы на старом кладбище у церкви Сен-Лари. Исторический памятник с 1959 года[5]